# دانیل ارولاویل
دانیل ارولاویل (فرانسوی: Daniel Horlaville‎; ۲۲ سپتامبر ۱۹۴۵ – ۲۸ آوریل ۲۰۱۹) بازیکن فوتبال اهل فرانسه بود.
از باشگاه‌هایی که در آن بازی کرده‌است می‌توان به باشگاه فوتبال پاری سن ژرمن اشاره کرد.
وی همچنین در تیم ملی فوتبال فرانسه بازی کرده‌است.